# غلالة ليفية في مقلة العين
تشكل صلبة وقرنية العين «الغلالة الليفية لمقلة العين»؛ الصلبة معتمة وتشكل خمسة من ستة غلالات خلفية؛ القرنية شفافة وتشكل الغلالة السادسة الداخلية.
يستخدم المصطلح «القرنية والصلبة» (بالإنجليزية: corneosclera)‏ أيضاً لوصف الصلبة والقرنية معاً.